# 曼佐尼街
曼佐尼街（Via Manzoni）是意大利城市米兰一条繁忙而时尚的街道，从斯卡拉广场（Piazza della Scala）向东北至加富尔广场（Piazza Cavour）。沿街有几座著名建筑，例如波尔迪·佩佐利博物馆，以及优雅的米兰大酒店（Grand Hotel et de Milan），1901年朱塞佩·威尔第在此去世。  
位于曼佐尼街12号的波尔迪·佩佐利博物馆（Museo Poldi Pezzoli），专门收藏意大利北部和荷兰/佛兰德斯艺术家作品，最初作为佩佐利的私人收藏，1879年捐给米兰市。
曼佐尼街的一段构成米兰的高档购物区“时尚四边形”的西北边界，布满高级品牌零售店。

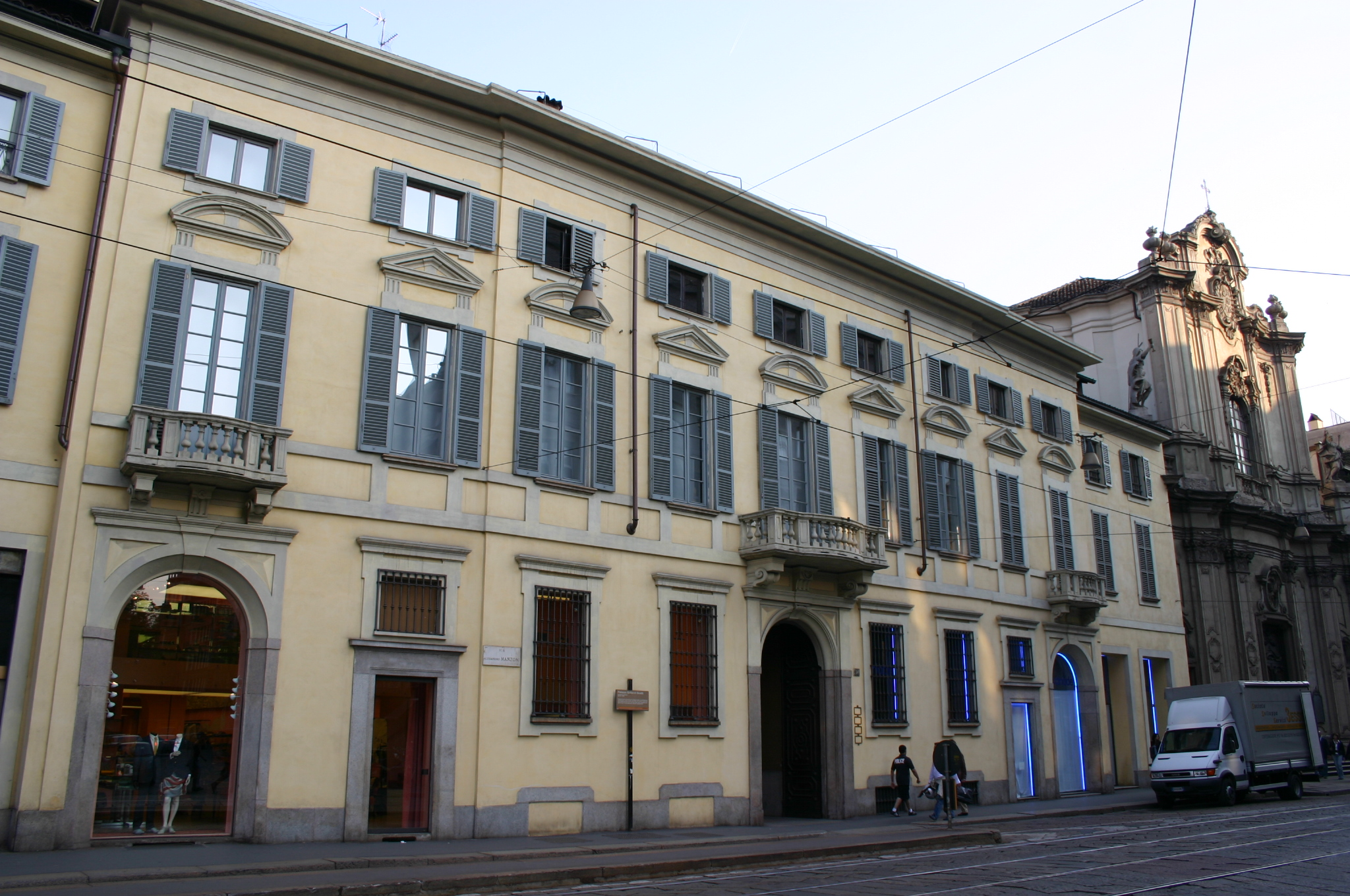
Palazzo Gallarati-Scotti和圣方济各教堂
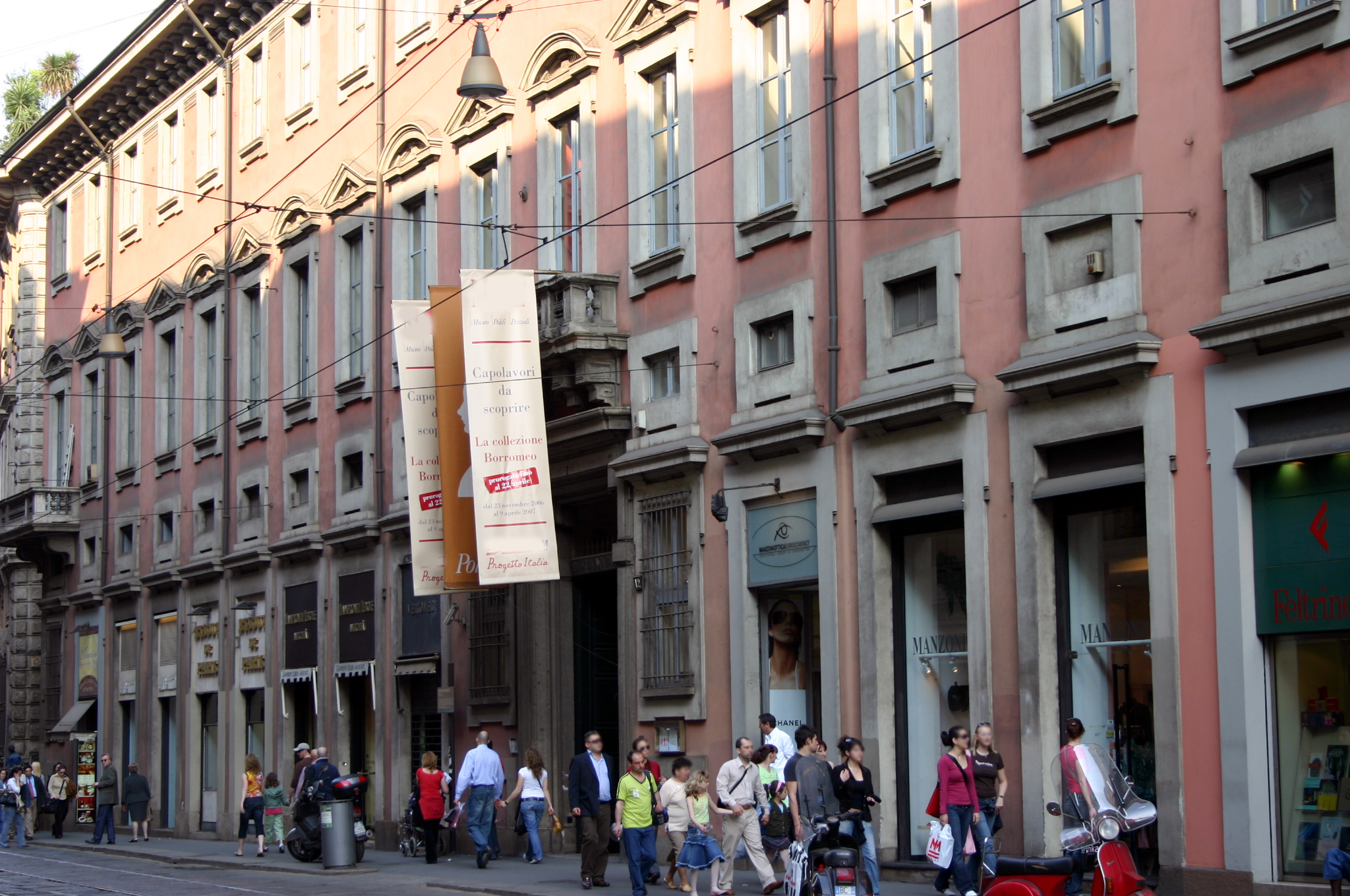
波尔迪·佩佐利博物馆
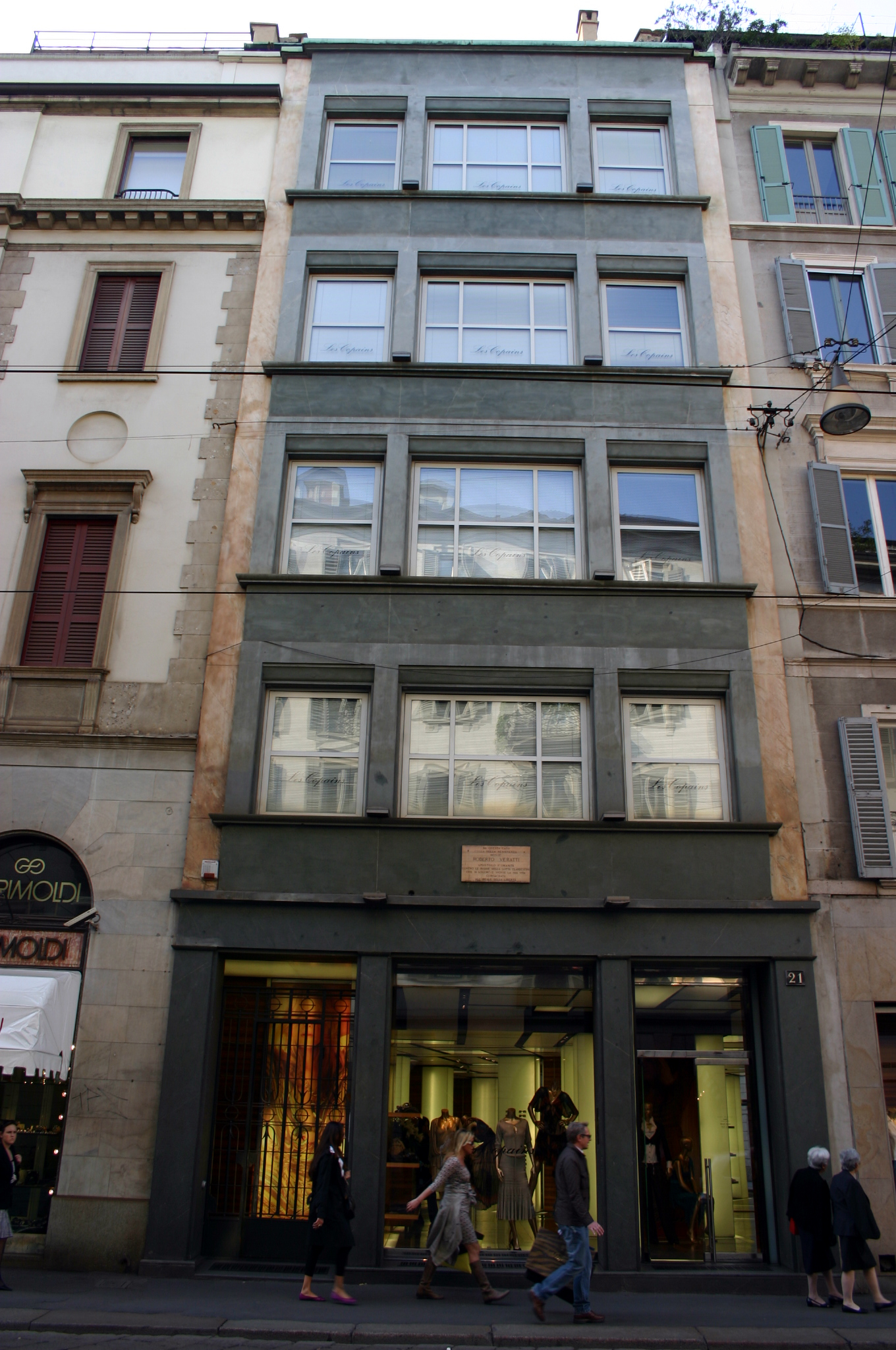
意大利反法西斯人士 Roberto Veratti故居，现在开设精品店
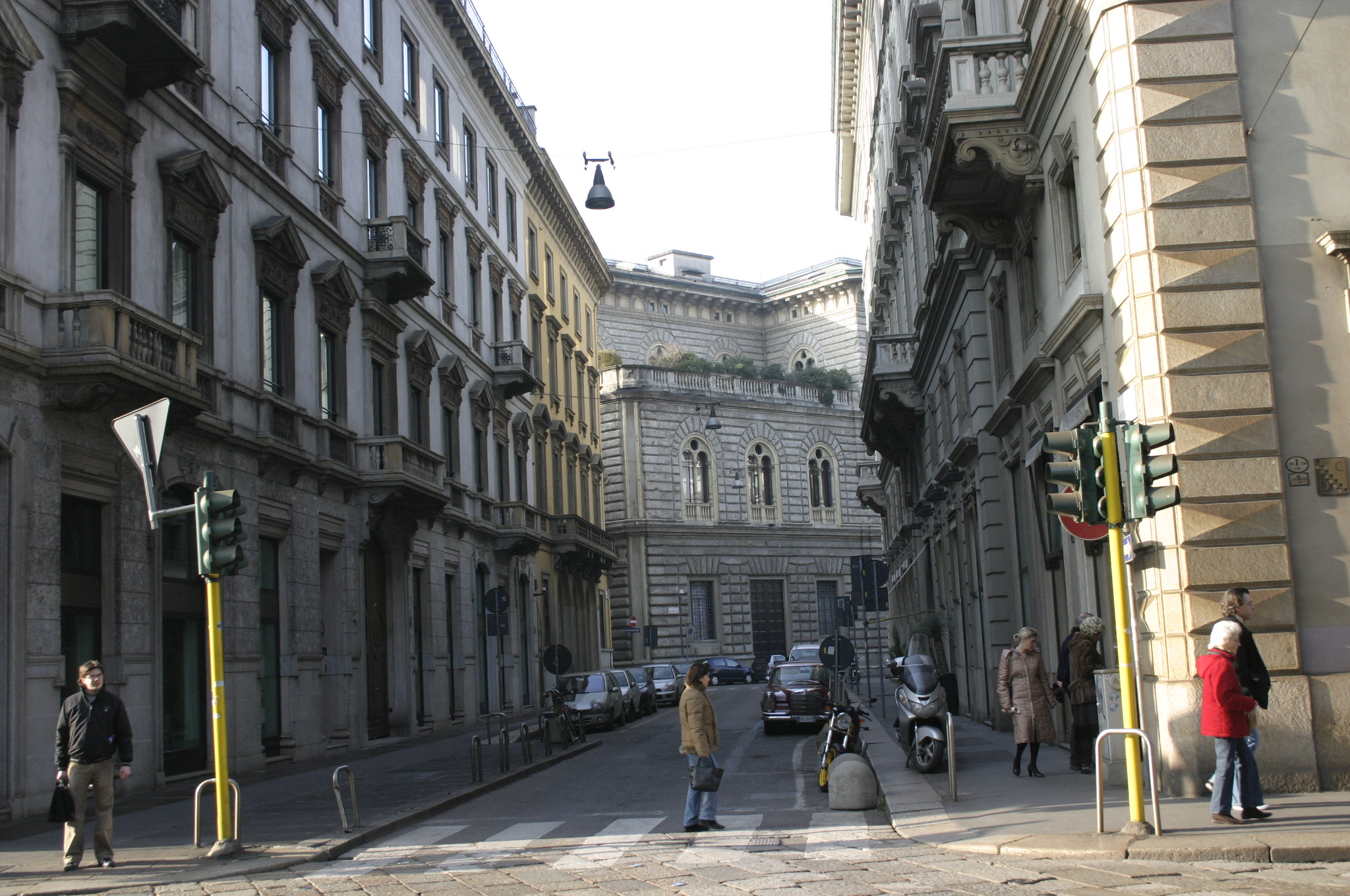
Palazzo Ca’ de Sass

45°28′N 9°11′E / 45.47°N 9.19°E